# Гілгіт
Гілгіт (урду گلگت, англ. Gilgit) — адміністративний центр Пакистанського регіону Гілгіт-Балтистан. Регіон перебуває під контролем Пакистану з 1949 року і є частиною Кашміру — території, навколо якої існує територіальний спір між Індією, Пакистаном та Китаєм. Розташований в Гіндукуші на висоті 1500 метрів, поблизу річки Інд. На північ через китайський кордон веде високогірне Каракорумське шосе.

## Клімат
Місто знаходиться у перехідній між середземноморським та тропічним кліматом степовій зоні, котра характеризується посушливим кліматом напівпустель. Найтепліший місяць — липень із середньою температурою 27.4 °C (81.4 °F). Найхолодніший місяць — січень, із середньою температурою 3.3 °С (37.9 °F).

## Адміністративний поділ
Дивізіон Гілгіт є найбільшим районом, а Гілгіт складається з 6 районів, включаючи Гілгіт, Гізер, Хунза Нагар і Гупіс Ясін. Гілгіт-Сіті є адміністративною столицею міста Гілгіт. Приблизна площа цього підрозділу становить 37207 км (кв.).
| Клімат Гілгіта          | Клімат Гілгіта | Клімат Гілгіта | Клімат Гілгіта | Клімат Гілгіта | Клімат Гілгіта | Клімат Гілгіта | Клімат Гілгіта | Клімат Гілгіта | Клімат Гілгіта | Клімат Гілгіта | Клімат Гілгіта | Клімат Гілгіта | Клімат Гілгіта |
| Показник                | Січ.           | Лют.           | Бер.           | Квіт.          | Трав.          | Черв.          | Лип.           | Серп.          | Вер.           | Жовт.          | Лист.          | Груд.          | Рік            |
| Середній максимум, °C   | 9,3            | 12             | 17,9           | 23,9           | 28,4           | 34,3           | 36,1           | 35,3           | 31,6           | 25,3           | 17,8           | 11             | 23,6           |
| Середня температура, °C | 3,3            | 6,1            | 11,7           | 16,6           | 20,1           | 24,8           | 27,4           | 26,7           | 22,1           | 15,9           | 9,2            | 4,3            | 15,7           |
| Середній мінімум, °C    | −2,7           | 0,2            | 5,4            | 9,4            | 11,7           | 15,2           | 18,8           | 18,1           | 12,7           | 6,6            | 0,6            | −2,4           | 7,8            |
| Норма опадів, мм        | 4              | 6              | 12.6           | 23             | 25.3           | 6.1            | 15.6           | 15.5           | 6.5            | 8.4            | 1.8            | 4.1            | 128.9          |
| ----------------------- | -------------- | -------------- | -------------- | -------------- | -------------- | -------------- | -------------- | -------------- | -------------- | -------------- | -------------- | -------------- | -------------- |
| Джерело: Weatherbase    |                |                |                |                |                |                |                |                |                |                |                |                |                |

## Історія
Історичні дані про Гілгіт мізерні з причини його віддаленості від вогнищ цивілізації. Довгий час містом правили гілгітські раджі. За даними археологів, у ранньому середньовіччі поселення служило важливим пунктом поширення буддизму по Шовковому шляху.

## Населення
За результатами перепису населення 1998 року, у Гілгіті проживало 8200 осіб.
Станом на 2010 рік, у місті проживає 8851 чол..

## Міста-побратими
- Кашгар, КНР (2009)